# Paul Sägesser
Paul Sägesser (* 27. August 1956 in Lützelflüh) ist ein Schweizer Künstler.

## Leben
Sägesser lebt und arbeitet als Kunstmaler, Bildhauer, Plastiker und Buchillustrator im Emmental in der Schweiz. Seine künstlerische Laufbahn begann er mit Holzschnitten, Bleisatz und Buchillustrationen (u. a. Die Königin des Emmentals, 1983). In Ateliers in Thun und später Bern experimentierte er mit neuen Techniken, bevor er 1989 nach Spanien emigrierte. Dort widmete er sich intensiv der Malerei, Bildhauerei, Architektur und Tonplastik. Seine Werke wurden in zahlreichen Ausstellungen in der Schweiz, Spanien und Deutschland präsentiert. Nach einer letzten Ausstellung im Jahr 2004 und seiner Rückkehr in die Schweiz zog er sich aus der Öffentlichkeit zurück, blieb aber künstlerisch tätig. Im gemeinsam mit der österreichischen Schriftstellerin Andrea Drumbl veröffentlichten Buch Wir haben das Dasein geübt zeigte er 2025 erstmals wieder neue Werke.

## Ausstellungen (Auswahl)
- 2004: Doktorhaus Wiesloch, Deutschland
- 2003 und 1998: Alte Schmiede, Uettligen, Schweiz
- 1996: Caixa de Barcelona, Tarragona, Spanien
- 1995: Mostra d'art, Deputation de Tarragona, Spanien
- 1994: Alte Moschti Mühlethurnen, Schweiz
- 1994: Collectiv d'Artistes, L'Ametlla de Mar, Spanien
- 1992: Art Expo 92, L'Ametlla de Mar, Spanien
- 1990: L'Expo Art, L'Ametlla de Mar Spanien
- 1986: Galerie Salchli & Agoues, Rüfenacht, Schweiz
- 1983: Galerie Hans Huber, Bern, Schweiz

## Werke – Bücher (Auswahl)
- Wir haben das Dasein geübt, mit Andrea Drumbl, Verlag Scheidegger & Spiess, Zürich, 2025, ISBN 978-3-03942-256-2.
- Gefangen, von Ursula Merz, illustriert von Paul Sägesser, Kurt Salchli Verlag, Bern, 1985
- Totentanz, von Peter Kummer, mit einem Text von Paul Sägesser, Bern, 1984
- Die Königin des Emmentals, von Walter Vogt, mit Originalholzschnitten von Paul Sägesser, Kurt Salchli Verlag, Bern, 1983
- Scham vor dem Bettler, von Karel Čapek, mit Originalholzschnitten von Paul Sägesser, Kurt Salchli Verlag, Bern, 1983
- Der Schlitten, mit Originalholzschnitten von Paul Sägesser, Thun, 1983
- Der Fuchs Sarink, mit Originalholzschnitten von Paul Sägesser, Thun, 1983